# 24191 Qiaochuyuan
24191 Qiaochuyuan là một tiểu hành tinh vành đai chính với chu kỳ quỹ đạo là 1645.9679341 ngày (4.51 năm).
Nó được phát hiện ngày 6 tháng 12 năm 1999.